# 丸山至
丸山 至（まるやま いたる、1954年（昭和29年）3月7日 - ）は、日本の政治家。元酒田市長（2期）。

## 人物
山形県酒田市に生まれる。
山形県立酒田東高等学校 - 山形大学人文学部を経て1977年、行政職員として酒田市に採用される。

### 地方公務員として
キャリアを積みながら昇任した丸山は、商工港湾課、企画調整課、水道部管理課で課長に就任、その後は健康福祉部で地域医療調整監、財務部長、総務部長を歴任した。
また、庄内地域の自治体が共同で設立した「公設民営」の私立東北公益文科大学の創設にも関わりを持つ。
2012年12月、58歳だった丸山は酒田市を定年前に退職し、新たに特別職として副市長に任命される。

### 副市長として
副市長として在任中、病気療養で職務を離れた前市長本間正巳の職務代理者として、市政の舵取り役を任された。
その後2015年7月20日、公務を離れていた本間は咽頭がんにより死去。丸山は、亡くなる直前の本間から後継指名を受けたとされている。丸山は後継指名を受けていたものの、健康面などを理由に市長選への立候補を固辞していた。しかし、本間の後援会や市議会議員ほか、地元企業の平田牧場会長で自由民主党酒田支部最高顧問の新田嘉一から相次いで説得を受け、7月31日になって酒田市長選挙への出馬を表明。
出馬に併せて8月7日、副市長を退いた。

### 市長として
9月6日の市長選では自民党と公明党から推薦を受け、元民主党衆議院議員の和嶋未希を破り初当選。
※当日有権者数：89,145人 最終投票率：59.57%（前回比：-0.25pts）
| 候補者名 | 年齢 | 所属党派 | 新旧別 | 得票数   | 得票率 | 推薦・支持              |
| -------- | ---- | -------- | ------ | -------- | ------ | ----------------------- |
| 丸山至   | 61   | 無所属   | 新     | 28,843票 | 54.74% | 推薦:自由民主党・公明党 |
| 和嶋未希 | 43   | 無所属   | 新     | 23,845票 | 45.26% |                         |

2019年9月1日、同市長選挙において元衆議院議員で元市長の阿部寿一を破り再選。
※当日有権者数：87,320人 最終投票率：57.64%（前回比：-1.93pts）
| 候補者名 | 年齢 | 所属党派 | 新旧別 | 得票数   | 得票率 | 推薦・支持                       |
| -------- | ---- | -------- | ------ | -------- | ------ | -------------------------------- |
| 丸山至   | 65   | 無所属   | 現     | 27,246票 | 54.65% | 推薦:自由民主党・公明党          |
| 阿部寿一 | 60   | 無所属   | 元     | 22,609票 | 45.35% | 推薦:国民民主党、支持:社会民主党 |

2023年5月30日、定例会見で「年齢や体力を考え、次の4年間、市長の責務を果たすのは厳しいと判断した」と述べ、8月の市長選挙に立候補しない意向を表明。9月5日、任期満了を迎え、市政運営を支えた職員に感謝の意を伝えて庁舎を後にした。

## 政策・主張

### 副市長時代
2014年10月1日、御嶽山噴火に関連し、遊佐町と共同で鳥海山噴火に備え2001年3月に策定された防災マップの見直しを指示し、登山者向けの対策を強化する方針を示した。
2015年7月2日、山形県鉄道利用・整備強化促進期成同盟会理事会に出席し、山形新幹線の庄内延伸を2016年度基本方針に入れるように山形県知事の吉村美栄子に求めた。

### 市長時代
丸山は前任者である本間市政の継承を掲げ、山形新幹線の庄内延伸や頓挫を繰り返していた酒田駅前の再開発事業、風力発電施設建設など多くの政策を引き継ぐとした。また、丸山が重要視している政策として人口減少問題を挙げており、交流人口の拡大、産業振興、教育環境の充実を掲げている。
なかでも地場の中小企業、起業への支援、農林水産業の基盤強化、賑わい創出の仕掛け作りへ積極的に取り組む方針を掲げ、本間市政の重要政策だった山形新幹線庄内延伸は「人口減少問題解決のための手段の一つ」と位置付けて敢えて固執しない方向を示している。
2015年9月10日、JR陸羽西線の利用拡大や山形新幹線の庄内延伸を推進するため、2008年以来休止していた陸羽西線高速化促進市町村連絡協議会の再開を発表し、県の政策決断に向けた活動を強力に展開した。
しかし、山形県知事が奥羽新幹線及び羽越新幹線の両整備新幹線推進方針を打ち出すなど県の方向性が変化がみられないことから、同協議会を2021年9月で解散とし、今後は山形県鉄道利用・整備強化促進期成同盟会の中で、新幹線の庄内延伸実現を訴える方針に転換している。また、自身が会長職を務める庄内開発協議会（庄内地域の2市3町の自治体、議会、経済界で組織）において、協議会の最高顧問である新田嘉一と、日本海沿岸東北自動車道と地域高規格道路新庄酒田道路の整備促進に加え酒田港の利用促進のため、政府関係省庁や政権与党への要望活動を積極的に展開した。
再選された2期目、公設民営で設立された東北公益文科大学の公立化の検討を公約に掲げたが、令和3年1月の山形県知事選挙で4選を果たした県知事 吉村美恵子の公約にも盛り込まれている。
ほか、2020年に菅内閣が打ち出した2050年カーボンニュートラルに向け、石炭火力発電所である酒田共同火力発電所の動向に留意しながらも、令和3年度内に「再エネ循環都市宣言」を視野に入れ、酒田市沖の洋上風力発電事業と酒田港の基地港湾指定の促進を計画している。

## 実績
- 2016年9月9日に、鳥海山･飛島ジオパークが認定。[18]
- 2017年4月28日、酒田市を代表自治体として申請した「荒波を越えた男たちの夢が紡いだ異空間～北前船寄港地・船主集落～」が日本遺産の認定。[19]
- 2017年11月2日、第12回マニュフェスト大賞首長部門マニュフェスト推進賞受賞[20]
- 2020年10月1日に、デジタルトランスフォーメーション（DX）を推進する専門部署を新設した。最高責任者CDOに酒田市出身で株式会社NTTデータの本間洋社長（当時）が就任した。[21]
- 2020年11月28日に、JR酒田駅前で整備中の再開発施設が一部開業。1997年に大型商業施設が郊外へ移転する形で閉店してから約20年空き地でだった場所を周辺のホテルなどを含め再開発。図書館や観光案内所などが入る「MIRAINI」（ミライニ）やホテル、レストランが先行開業した。（2022年7月31日にグランドオープン）[22]
- 2021年3月26日に、酒田市山居町一丁目の米穀倉庫群「山居倉庫」が国史跡に指定される。[23]

- 2023年2月24日に、LGBT（性的少数者）のカップルを公的に認める「市パートナーシップ宣誓制度」を導入すると定例記者会見で正式に発表した。4月1日から運用を始める。市によると、同様の制度を導入する自治体は県内で初めて。[24]

- 2023年6月29日に、岩手県平泉町と、文化交流協定を締結した。[25]両市町は、奥州藤原氏が滅亡した際、3代・秀衡の妹とされる徳尼公とともに36人の家臣が平泉から酒田へ逃れ、その後の酒田の繁栄を築いたとされるなど、歴史的なつながりが深く文化面や観光面などで交流を進められる。
- 2023年6月1日に、東京芸術大学と、芸術文化を担う「人財」の育成とアートを活用したまちづくりに関する連携協定を結んだ。同大学と同様の協定を結ぶ市区町村は東北では初。[26]
- 2023年8月4日に、江戸期に日本海、瀬戸内海を経て大阪に至る「西廻り航路」を確立した伊勢商人・河村瑞賢翁が紡いだ縁をきっかけに、瑞賢翁の出身地・三重県南伊勢町と文化交流協定を締結した。[27][28]

### ※在任中の主な実績
副市長時代も含めた10年間、市の産業力、交流力、発信力の強化に努め、主な実績としては、200名もの市民参画を得て策定した酒田市総合計画（2018年／第12回マニュフェスト大賞首長部門マニュフェスト推進賞受賞）、産業振興まちづくりセンター「サンロク」の開設、京田西工業団地の分譲推進、鳥海山・飛島ジオパークや「北前船寄港地」としての日本遺産認定、市役所庁舎や消防庁舎の竣工、酒田駅前再開発事業や日和山観光拠点施設「小幡楼」の整備、18歳までの医療費無料化、CDO（最高デジタル変革責任者）に株式会社NTTdata代表取締役社長の本間洋を招き他自治体に先駆けて取り組んだデジタル変革戦略の推進、公民連携を推し進めるための民間事業者提案制度の創設、国民健康保険税の4年連続の引下げ、12誘導心電図装置の全救急車への導入、市立八幡病院の無床診療所化、自治会やコミュニテイ振興会への補助金の自由度の高い「人づくりまちづくり総合交付金」への切り替え、ALT (外国語指導助手)の全中学校配置、教室へのエアコンや児童生徒1人1パソコンといった小中学校の教育環境整備、小中学校への教育支援員60名配置、そして文化芸術基本条例の制定や東京藝術大学との連携協定締結などが挙げられる。さらに、人口減少社会を踏まえ、観光拠点となる山居倉庫の国史跡指定とあわせて、周辺エリアへの移住定住交流拠点「Tochito」や酒田商業高校跡地での商業施設整備にも取り組んだ。また、地域の国際化にも積極的に取り組み、外国クルーズ船の酒田港寄港を見据え酒田市国際交流協会を立ち上げると共に、東京オリンピックでのニュージーランドホストタウン、アメリカ・デラウェア市との姉妹都市協定、ロシア・サンクトペテルブルク市との交流などの成果を生んだ。加えて、令和5年4月には県内初の性的少数者パートナーシップ宣誓制度の導入も果たしている。